# Raúl Coloma
Raúl Ernesto Coloma Rivas (Santiago, 1928. július 9. – Santiago, 2021. október 12.) válogatott chilei labdarúgó, kapus.

## Pályafutása
Az Unión Española korosztályos csapatában kezdte a labdarúgást. 1950 és 1964 között illetve 1971 és 1975 között a Ferrobádminton kapusa volt. 1965 és 1967 között a Municipal Santiago csapatában játszott. 1959–60-ban 13 alkalommal szerepelt a chilei válogatottban.